# Трансильванская гончая
Трансильванская гончая (венг. Erdélyi kopó) — венгерская порода охотничьих собак, известная со Средних веков.. Другие названия породы — эрдели копо, венгерский бракк, венгерская гончая. Порода признана следующими кинологическими федерациями: FCI (Международная кинологическая федерация), АСА (американская кинологическая ассоциация), AKC (Американский Кеннел Клуб), DRA (Реестр собак Америки).

## История породы
Предками Трансильванской гончей считаются паннонинские охотничьи собаки, которые были завезены на территорию Венгрии в IX веке. После своего распространения в этой стране они считались королевскими собаками и высоко ценились у венгерской аристократии. Собаки этой породы в течение многих веков использовались в Венгрии для охоты, но были крайне мало известны за пределами страны.
Численность поголовья Трансильванской гончей сильно упала после Первой и Второй мировых войн. Падение поголовья началось после распада Австро-Венгерской империи. Связано это было с тем, что жители Трансильвании намеренно искореняли эту породу, которая казалась им напоминанием о том периоде, когда Трансильвания находилась в зависимости от Венгрии. К 1947 году качественного поголовья животных этой породы практически не осталось. Основная часть уцелевшего поголовья находилась в Венгрии и Словакии. На основе этого поголовья с 1968 года было начато восстановление породы. Несмотря на работу заводчиков, эта порода остается достаточно редкой. Современный стандарт породы был принят в 1997 году.

## Внешний вид
Трансильванские гончие имеют сухое, поджарое тело с короткой шерстью. Производят впечатление грациозных и сильных собак. Собаки движутся ровно и энергично, имеют широкий размашистый шаг. Во время движения хвост поднят высоко вверх. Половой диморфизм у собак этой породы практически не выражен.
Внутри породы существуют две породные линии — большая и малая, различающиеся между собой ростом. При этом основной стандарт относится к большой трансильванской гончей, а малая трансильванская гончая на данный момент встречается крайне редко и не имеет собственного стандарта.
Голова длинная и высоко поставленная, переход ото лба к морде выражен не сильно. Спинка носа образует прямую линию, губы тонкие и плотно прилегают. Глаза среднего размера, удлиненные, слегка раскосые. Цвет глаз тёмный. Уши треугольные висячие, скруглённые на концах. Корпус квадратного формата. Шея мускулистая, довольно длинная.
Холка хорошо выражена, грудь длинная, с не выраженной линией рёбер. Спина прямая, круп скошенный и слегка опущен относительно линии спины. Живот подтянутый. Лапы крепкие, тонкие, с выраженным рельефом мышц. Пальцы плотно собранные, сильные, с крупными когтями. Хвост низко посажен, в состоянии покоя свисает ниже скакательного сустава.
Шерсть жёсткая, прямая, короткая, густая. Окрасы, допустимые для этой породы: чёрно-подпалый, чепрачный рыжий. На обоих окрасах допустимо наличие небольших белых отметин.
Высота в холке — 55—65 сантиметров, вес — от 25 до 35 килограммов.

## Характер
Собаки породы Трансильванская гончая обладают смелым, агрессивным характером, что делает их не подходящими для начинающих собаковладельцев. Работа с ними требует серьёзных навыков, собаки этой породы относятся к так называемым «собакам одного хозяина». В работе подвижны и энергичны, способны к высокой автономности в работе. Вне работы требуют длительного выгула и хорошей нагрузки. При этом во время пребывания дома не требуют постоянного контакта с хозяином. При этом Трансильванские гончие имеют высокую обучаемость и высокий интеллект, позволяющий им осваивать большое количество команд. В силу их характера этих собак не рекомендуется содержать в домах с другими животными. 

## Применение
Собаки этой породы традиционно использовались для всех видов охоты, включая травлю зверя. Обладают хорошим чутьём и хорошим голосом, что делает её удобной также для следовой работы. Также собаки этой породы обладают хорошими сторожевыми качествами.